# Oiji Yoshiatsu
Yoshiatsu Oiji (sinh ngày 2 tháng 4 năm 1998) là một cầu thủ bóng đá người Nhật Bản.

## Sự nghiệp câu lạc bộ
Yoshiatsu Oiji đã từng chơi cho FC Tokyo.